# Tân Huề
Tân Huề là một xã thuộc huyện Thanh Bình, tỉnh Đồng Tháp, Việt Nam.

## Lịch sử
- Quyết định 11-HĐBT[2] ngày 19 tháng 02 năm 1983 của Hội đồng Bộ trưởng, chia xã Tân Huề thành hai xã lấy tên là xã Tân Huề và xã Tân Hoà
- Quyết định 13-HĐBT[3] ngày 23 tháng 02 năm 1983 của Hội đồng Bộ trưởng, xã Tân Huề thuộc huyện Thanh Bình.